# Catia Gubelmann
Catia Gubelmann (* 23. August 2001) ist eine Schweizer Sprinterin, die sich auf den 400-Meter-Lauf spezialisiert hat.

## Sportliche Laufbahn
Erste internationale Erfahrungen sammelte Catia Gubelmann im Jahr 2023, als sie bei den U23-Europameisterschaften in Espoo mit 53,13 s im Halbfinale über 400 Meter ausschied und mit der Schweizer 4-mal-400-Meter-Staffel in 3:30,62 min die Silbermedaille hinter dem französischen Team gewann. Anschliessend schied sie bei den Weltmeisterschaften in Budapest mit 2:39,07 min im Vorlauf mit der Staffel aus. Bei den World Athletics Relays 2024 kam sie in der Frauenstaffel zum Einsatz und im Jahr darauf wurde sie bei der 1. Liga der Team-Europameisterschaft in Madrid in 52,15 s Zweite im B-Lauf über 400 Meter und wurde in der Mixed-Staffel disqualifiziert. Anschließend belegte sie bei den World University Games in Bochum in 52,83 s den sechsten Platz. 
2025 wurde Gubelmann Schweizer Hallenmeisterin im 400-Meter-Lauf.

## Persönliche Bestleistungen
- 400 Meter: 52,02 s, 29. Mai 2025 in Langenthal
  - 400 Meter (Halle): 52,92 s, 8. Februar 2025 in Metz